# Neocuphocera nepos
Neocuphocera nepos är en tvåvingeart som beskrevs av Townsend 1927. Neocuphocera nepos ingår i släktet Neocuphocera och familjen parasitflugor. Inga underarter finns listade i Catalogue of Life.